# Joint Typhoon Warning Center
O Joint Typhoon Warning Center (JTWC) (Centro Conjunto de Avisos de Tufão em português) é uma força tarefa feita em conjunto envolvendo a Marinha dos Estados Unidos e a Força Aérea dos Estados Unidos localizada no Centro de Previsões Navais Marítimas em Pearl Harbor, Havaí. O JTWC é responsável por prover informações sobre ciclones tropicais no Oceano Pacífico noroeste e sul e Oceano Índico para os interesses do Departamento de Defesa dos Estados Unidos, assim como para os interessados na Micronésia em monitorar ciclones tropicais e também para o público em geral interessados em fazer o mesmo. O JTWC provê suporte para todas as ramificações do Departamento de Defesa dos Estados Unidos e outras agências governamentais americanas. Seus produtos são primeiramente fornecidos para a proteção de navios e aviões militares assim como para a proteção de instalações militares americanas operadas em conjunção com muitos outros países em todo o mundo.